# サラ・ブラウン
サラ・ブラウン（Sarah Brown、1963年10月31日 -）は、イギリスの首相・ゴードン・ブラウンの妻。 旧姓はマコーリー（Macaulay）。

## 経歴

### 生い立ち
1963年、バッキンガムシャーに生まれる。父は出版社で働くスコットランド人で、母は教員だった。ゴードン・ブラウンは彼女の出自について「妻は中産階級の出身だ」と話している。彼女はまた、少女時代をタンザニアで過ごしている。7歳の頃に両親が離婚し、彼女とその弟は母親と継父と共に北ロンドンで暮らすことになる。 
北ロンドンのAcland Burghley School、Camden School for Girlsに通った後、ブリストル大学に進学して心理学を学ぶ。卒業後は、ブランドコンサルティング会社のウォルフ・オリンズに務めた後、30歳のころに古くからの学友であるジュリア・ホブスボームと共に、PRコンサルタント企業を立ち上げた。この企業では、左翼系政治週刊誌・「ニュー・ステイツマン」との契約を交わすことにも成功している。

### ブラウンとの結婚
彼女がゴードン・ブラウンと初めて出会ったのは労働党のイベントであるとされているが、そのときは軽い会話をしただけだった。2人が親しくなるのはスコットランド労働党の会議に出席するため、ロンドンからの航空機に一緒に乗ったのがきっかけで、それは1994年のことだった。その後、2人でデートに出かける関係となる。
この関係は、しばらくの間世間には知られざるものであった。しかし1997年、英国のタブロイド紙「ニュース・オブ・ザ・ワールド」に2人がロンドンのレストランで食事をしている写真が掲載されると、2人の関係は公のものとなってしまう。 しかし、実際にはこの報道はブラウンに仕えるスピン・ドクターのチャーリー・ウェランによって仕組まれたもので、2人が恋仲である様に見えなかったために写真を取り直した、というエピソードも報道されている。

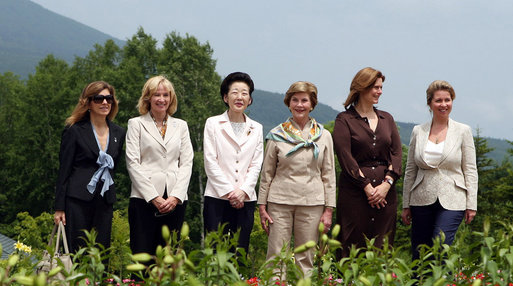
2008年7月8日、洞爺湖サミットに参加したサラ・ブラウン（右から2番目）。各国の首脳夫人と。

2000年8月3日、2人はブラウンの選挙区にあたる、ファイフの北クイーンズフェリーで結婚した。2001年、妊娠が発覚すると会社を辞め、12月28日には長女ジェニファー・ジェーンを授かった。しかし彼女は、生後10日にして夭折してしまう。2003年10月17日、第2子ジョンを出産。2006年7月17日にはジェームズ・フレイザーが生まれるが、同年の11月、彼は嚢胞性線維症にかかってしまう。

### 首相夫人に
2007年6月28日、夫ゴードン・ブラウンの首相就任と共に、イギリスのファーストレディとなる。それまで夫ゴードンは地味で仕事中毒、というイメージすらあったが、PR企業出身のサラのアドバイスにより、明るい政治家としての印象も定着した。
2008年7月には洞爺湖サミットの際に来日している。ここで彼女は、妊娠中や出産時に命を落とす女性の99%が途上国の人間であることを指摘。保険制度への追加投資を世界的に呼びかけた。

## 人物
チャリティー活動家としても知られ、ドメスティック・バイオレンスに悩む女性を支えるための組織・ウーマンズ・エイドや、乳がん対策の慈善団体にも参加している。労働党の支援者としても熱心な、『ハリー・ポッター』シリーズの作者、J・K・ローリングとも親しい仲であり、単親家庭を支援する慈善活動の一環として、共に本を出版したこともある。
また、その立場上必然的に前首相夫人のシェリー・ブレアと比較されることが多い。パジャマ姿がカメラに収められたりと、その「天然っぷり」がメディアを騒がせたシェリーとは対照的に、サラはほとんど前に出ず、影で夫を支えるタイプであるとされる。PR企業での経験を生かし、夫のイメージ改善にも貢献したことから、「政治家の妻としては完璧」と評されることもある。
バラク・オバマ大統領の夫人のミシェル・オバマとも親密な関係である。